# Цісарук Сергій Юрійович
Сергі́й Ю́рійович Цісару́к (позивний «Мольфар»; нар. с. Устеріки, Івано-Франківська область) — український військовослужбовець, майор бригади «Азов» Національної гвардії України, учасник російсько-української війни. Кавалер ордена «За мужність» III ступеня (2022).

## Життєпис
Від 2014 року на фронті.
З 2017 року був начальником зв'язку окремого взводу полку «Азов».
Станом на 2022 рік заступник командира бригади «Азов».

## Нагороди
- орден «За мужність» III ступеня (2 квітня 2022) — за особисту мужність і самовіддані дії, виявлені у захисті державного суверенітету та територіальної цілісності України, вірність військовій присязі, зразкове виконання службового обов'язку[3].

## Військові звання
- майор (станом на 2023)[4],
- старший лейтенант.
- підполковник з 29.04.2024